# Soknedal
Soknedal este o localitate din comuna Midtre Gauldal, provincia Sør-Trøndelag, Norvegia, cu o suprafață de 0,32 km² și o populație de 312 locuitori (2013).